# 范寶璜

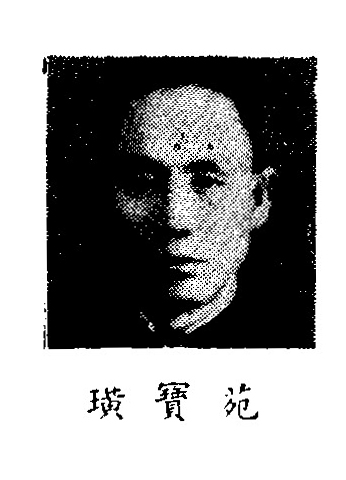

范寶璜（？—1951年3月31日）字渭占，直隶省大城县人，中华民国工会领导人、政治人物。

## 生平
抗日战争胜利后，1947年，天津和记洋行准备解雇大批职工，遭到职工反对，天津和记洋行华经理顾子仪联络天津警察局局长李汉元、中国国民党天津市党部工运部长李墨元、天津市总工会理事长范宝璜等人破坏和记洋行职工的反解雇斗争。到1947年9月中旬，天津和记洋行决定停发职工工资，并公开折迁机器。职工则继续斗争，阻止了厂方拆除二百五十瓩发电机。
1947年3月1日，范寶璜任国民政府立法院第四届立法委员。1948年，范寶璜当选工人團體工會北區的第1届立法委员候補人。
1951年3月31日，中华人民共和国天津市处决所谓「反革命分子」一百九十三名，其中知名人士有蘇吉亨、范寶璜、呂一民、曹強、巴延慶等人。